# Hermann Wever
Hermann Wever (* 27. Dezember 1853 in Kleve; † 1. Juni 1911 in Berlin) war ein deutscher Jurist im preußischen Staatsdienst, der zuletzt als Unterstaatssekretär im preußischen Kultusministerium wirkte.

## Leben
Hermann Wever war der vierte von sechs Söhnen des preußischen Generalstaatsanwalts Carl Georg Wever und seiner Ehefrau Catharina geb. Tavenraat.
Hermann Wever studierte nach seinem Schulbesuch Rechtswissenschaften, unterbrach das Studium 1874, um im Kaiser Franz Garde-Grenadier-Regiment Nr. 2 in Berlin seinen Militärdienst als Einjährig-Freiwilliger abzuleisten. Nach Versetzung zur Landwehr schied er dort 1893 als Hauptmann der Reserve aus. Sein juristisches Studium schloss er 1876 mit dem Referendar-Examen ab. 1881 folgte das Assessor-Examen.
Wever war zunächst im preußischen Justizministerium in Berlin tätig und wechselte 1884 zum preußischen Kultusministerium. 1887 trat er als Justitiar in die Dienste des Provinzialsschulkollegiums der Rheinprovinz in Koblenz ein. 1888 zum Regierungsrat befördert, kehrte er 1889 ins preußische Kultusministerium zurück, in dem er 1890 zum Geheimen Regierungsrat und Vortragenden Rat und 1893 zum Geheimen Oberregierungsrat befördert wurde. Zum 1. Juli 1900 wurde Wever unter Überspringung des Titels des Ministerialdirektors zum Unterstaatssekretär (heutiger Titel Staatssekretär) bestellt und leitete die geistliche Abteilung des Kultusministeriums und war die rechte Hand der drei Minister Conrad von Studt, Ludwig Holle und August von Trott zu Solz. An ihn berichtete in dieser Zeit Friedrich Althoff, der mit seinem „System Althoff“ einen wesentlichen Beitrag zu der Leistungsstärke und dem guten Ruf der preußischen Universitäten leistete. 1907 übernahm Hermann Wever als Nachfolger Althoffs das höhere Schulwesen im Kultusministerium. 1908 erhielt er den Charakter als Wirklicher Geheimer Rat mit dem Prädikat Exzellenz. 1910 trat er in den Ruhestand.
Im Juni 1891 heiratete Hermann Wever in Stettin Amanda von Mühlenfels, die Tochter des Oberstleutnant von Mühlenfels und seiner Frau Maria geb. Hasse. Sein Grab befindet sich auf dem Alten St.-Matthäus-Kirchhof in Berlin-Schöneberg.

## Mitgliedschaften und Auszeichnungen
- 1906 wurde Hermann Wever der preußische Rote Adlerorden II. Klasse mit Eichenlaub verliehen.
- Ein Jahr später zeichnete ihn die Universität Greifswald mit der medizinischen Ehrendoktorwürde (Dr. med. h. c.) aus.
- Hermann Wever war Ehrenmitglied des Wever´schen Familienverbandes e.V.